# Петровський Михайло Іванович
Михайло Іванович Петровський (1909, селище Таганаш Таврійської губернії, тепер село Солоне Озеро Джанкойського району, Автономна Республіка Крим — розстріляний 29 жовтня 1950, місто Москва, Російська Федерація) — радянський діяч, 1-й секретар Джанкойського районного комітету ВКП(б) Кримської АРСР, секретар Кримського обласного комітету ВКП(б).

## Біографія
Народився в родині робітників соляних промислів.
У 1925—1929 роках — ремонтний робітник на залізниці.
У 1929—1930 роках — голова Таганашської сільської ради Джанкойського району.
У 1930—1935 роках — завідувач відділу Джанкойського районного комітету ВЛКСМ; 1-й секретар Біюк-Онларського (Октябрського) районного комітету ВЛКСМ Кримської АРСР; завідувач сільськогосподарського відділу, завідувач відділу студентської молоді Кримського обласного комітету ВЛКСМ.
Член ВКП(б) з 1931 року.
Освіта вища.
У 1935—1937 роках — 1-й секретар Севастопольського міського комітету ВЛКСМ.
У 1938—1942 роках — завідувач відділу пропаганди і агітації Центрального районного комітету ВКП(б) міста Севастополя; завідувач відділу пропаганди і агітації Севастопольського міського комітету ВКП(б).
У 1941—1942 роках брав участь в обороні Севастополя, покинув місто на катері, який причалив у Трапезунді (Туреччина). Потім був перевезений до Батумі в Грузинській РСР, а звідти виїхав до Актюбинська.
У 1942—1943 роках — заступник начальника Актюбинського обласного управління трудових резервів із політичної частини.
У 1944—1945 роках — 1-й секретар Джанкойського районного комітету ВКП(б) Кримської АРСР.
У 1945—1947 роках — завідувач організаційно-інструкторського відділу Кримського обласного комітету ВКП(б).
8 вересня 1947 — 7 серпня 1949 року — секретар Кримського обласного комітету ВКП(б) з кадрів.
22 вересня 1949 року заарештований органами МДБ, проходив по так званій «Ленінградській справі». Засуджений Воєнною колегією Верховного суду СРСР 28 жовтня 1950 року до страти, розстріляний наступного дня в Лефортовській в'язниці Москви. Похований на Донському цвинтарі Москви.
26 травня 1954 року посмертно реабілітований.

## Нагороди
- орден Вітчизняної війни І ст. (1.02.1945)
- орден Червоної Зірки (20.02.1943)
- медалі